# 馬氏文通
『馬氏文通』（ばしぶんつう）は、清朝末期に馬建忠が著した古典中国語の文法書。
全10巻からなり、初版は上海商務印書館より、1898年に「正名」・「実字」編である6巻までが発行され、翌1899年に「虚字」・「句読」編からなる残り4巻が発行された。
中国において初めて漢文法を系統立てて全面的に論述し、中国語語法学の基礎を築いたとされる画期的な文法書で、中国語語学史は同書の登場以前と以降に大きく分けられる。

## 著者・馬建忠
同書の著者である馬建忠は、1845年に江蘇省丹徒県（現・鎮江市丹徒区）にて、『文献通考』の撰者である馬端臨の第20世の子孫として生まれた。洗礼名をマチアスというカトリック教徒であったが、幼少時から塾に通って伝統的な教育を受け、科挙のための受験勉強もした。1852年、上海郊外にあるカトリック系の除匯（じょわい）公学（のちの震旦大学）に入学し、伝統的な文言のほか、人文科学・自然科学や、ラテン語・ギリシャ語・英語・フランス語の教育を受けた。馬は李鴻章よりフランス語の能力を高く買われ、1877年、福州船政局が学生を英仏両国に留学させるに伴い、32歳の時に随員としてフランスに派遣された。留学の目的は外交や法律を学ぶためであった。1880年フランスから帰国すると、李鴻章の部下として北洋艦隊の建設に従事したほか、上海の輸船招商局の会辦などを務めるなどした。輸船招商局とは、1872年李鴻章が長江航路を含む中国の海運業を独占していた外国汽船会社から、その「利」を奪い返す目的で作られた汽船会社である。これ以降1880年代はじめまでに、鉱業、鉄道、電信をはじめ近代工業が、「官督商辦」という半官半民方式で多数設立された。これらの会社は、外国資本による競争の圧力から弱小な中国企業を守るという名目で、税制上の優遇措置や、官用・官物の独占、一定期間の独占権などの特権を享受した。一方で、李鴻章による軍艦購入費の建て替えや、生産物を市場価格以下で国家へ引き渡しを強要されるなどもした。馬建忠は、この輸船招商局の官督商辦方式よりも民族資本の形成を図るべきと主張した。また、彼は海軍論において専門家の育成には十分に時間の必要なことを論ずるなど、単なる洋務論から一歩抜きんでた存在であった。1895年、日清戦争後の下関で行われた日清講和交渉のときにも随員の一人として来日するなど外交面でも活躍した。しかし、科挙の合格資格を持たなかったので、官界にては一定以上（2品官の道員以上）の出世は見込めなかった。

## 著述の背景
全盛を誇った清朝も、19世紀半ばには衰えの兆しを見せ始めた。社会の各層に矛盾が生じて国内では反乱が起こり、国外からはヨーロッパ列強からの圧力が高まった。1840年にはイギリスとの間で阿片戦争がおこり、1856年にはアロー号事件を契機としたアロー戦争に清朝は敗れた。馬建忠15歳のときである1860年には、北京はイギリス・フランスによって攻略され、清朝は両国から天津の開港と、九竜半島のイギリスへの割譲という屈辱的な北京条約の締結を迫られた。ヨーロッパ列強国の実力を目の当たりにした清朝政府や多くの知識人たちは、改めて先進の諸外国への目を開き、中国を救うためには外国に学ぶしかないと認識するようになった。馬も同様に、中国を富強にするためには西洋の先進技術を学ばなければならず、そのためには中国での古い教育や学習の方法の欠点を改め、児童たちが多くの時間をかけずに古典書物を合理的に学ぶことが必要だと考えた。そしてそれを実現するには、ヨーロッパの言語の法則を基準としながら、経書のなかに隠されている構造の法則、すなわち中国語の確かな文語文法を築かなければならないと考えた。馬は20年の歳月をかけて、『論語』・『国語』・『春秋左氏伝』・『史記』・『漢書』から多くの材料を集めて分析し、その結果をヨーロッパでいうgrammarの書に相当する『馬氏文通』として書き上げた。

## 構成と内容

### 巻1
全10巻のうち巻1は定義であり、同書の扱う「品詞」と「統語論」にかかわる用語について、馬建忠による定義が示されている。馬の用いた用語は以下のとおりであり、それぞれカッコ内は今日の用語を付した。
- 実字（実詞）・虚字（虚詞）・名字（名詞）・代字（代詞[注釈 1]）・動字（動詞）・静字（形容詞）・状字（副詞）・介字（前置詞）・連字（接続詞）・助字（語気助詞）・嘆字（感嘆詞）
- 句（文/sentence）・起詞（主語）・語詞（述語）・内動詞（自動詞）・外動詞（他動詞）・止詞（目的語）
- 次（格）・主次（主格）・賓次（目的格）・正次（中心格）・偏次・司次（前置詞的格）
- 読（節/clause）

### 巻2から巻9まで
巻2から巻9までは、「字類」（品詞）について述べており、同書の核心部分となっている。このうち巻6までが「実字」（名字・代字・動字・静字・状字）である。巻7から巻9までが「虚字」（介字・連字・助字・嘆字）についてで、文中での機能を述べている。

### 巻10
「句読論」（統辞論）について書かれている。本巻にある「例言」（凡例）で「本書の主眼はもっぱら「句」（文/sentence）と読（節/clause）を論ずるにある。」と述べている。句（文/sentence）と読（節/clause）を構成する成分は「実字」と「虚字」であるので、まず巻2から巻9まででそれらを解説したのである。ただし、馬建忠自身も述べているように、句と読の境界線はあまり明確ではない。また「読」を単純に「節/clause」とすることについても検討の余地はあるとされる。

## 意義と批判
『馬氏文通』は中国の文法学の成立を告げる画期的なものであり、その後の中国の文法研究は、同書をめぐる議論から出発している。ただし、馬建忠は純粋言語学的な関心からではなく、祖国の置かれた現状を嘆き、救国の一方策として同書を執筆したのであり、彼が言語学の基礎を学ばず、そのため西洋文法を模倣せざるをえなかった点から、後世に批判された。品詞分類にあっても、もっぱら意味によってその分類を行っており、品詞の形式や構造を軽視している点も批判の対象になり得る。しかし、中国語学者の大島正二は、当時中国の文法学は黎明期であり、既に体系化されていた西洋文法にその範を求め、まねをしようとしたことも、またやむをえなかったと指摘する。